# Машівська селищна рада
Машівська селищна рада — орган місцевого самоврядування в Машівському районі Полтавської області з центром у смт Машівці. Окрім селища, раді не підпорядковано інших населених пунктів.

## Географія
Територією, що підпорядкована селищній раді, протікає річка Тагамлик.

## Історія
Селищну рада депутатів утворено 1919 року, адміністративного-територіальну одиницю — за адміністративної реформи 1923 року.

## Влада
Загальний склад ради — 20 осіб
Очільники (голови селищної ради)
- Кравченко Микола Іванович[1]

31.10.2010 — 19.11.2020
- Сидоренко Сергій Іванович

20.11.2020 - по теперішній час